# Józef Skwarc
Józef Skwarc (zm. 11 kwietnia 1850 w Kaliszu) – ksiądz, kandydat teologii, proboszcz wolborski, kanonik katedry włocławskiej, oficjał kaliski.
Odznaczony Orderem Świętej Anny 2. klasy.